# Zentralthüringisch
Zentralthüringisch ist eine Thüringer Mundart, die vor allem in den Landkreisen Sömmerda, Unstrut-Hainich-Kreis, Gotha und Ilm-Kreis sowie in der Stadt Erfurt gesprochen wird. Als Teil des Mitteldeutschen zählt sie zu den hochdeutschen Dialekten.

Verbreitungsgebiet der zentralthüringischen Mundart

## Charakteristik
Die Besonderheit dieser Mundart ist das Zusammenspiel aus charakteristisch fallenden Zwielauten wie „Voater“ (Vater), „faiarn“ (feiern) und „Wäasen“ (Wiesen), kehligem Klangbild, an Substantive, Adjektive und Adverbien angehängtem 'e', z. B. „Bette“ (Bett) und „schnelle“ (schnell), der Synärese der Buchstabenfolge 'age', unter anderem „schleet“ (schlägt) und „säät“ (sagt), sowie häufiger Verwendung von harten Konsonanten mit 'sch' wie in „datschn“ (berühren) und „Mutscheküpschn“ (Marienkäfer).

## Geschichte
Die zentralthüringischen Dialekte entsprechen am ehesten dem Urtyp des Thüringischen. Dessen Grundzüge sollen durch das Einfließen slawischer Elemente in das frühmittelalterliche Ostfränkische infolge der Unterwerfung und Christianisierung sorbischer Stämme zwischen Saale und Unstrut im Zuge der Slawenfeldzüge Heinrichs I. 928 und dem darauffolgenden Herausbilden territorialer Feudalmächte auf dem Gebiet Thüringens entstanden sein. (vgl. hierzu Könitz bei Kneschke)
Auch das benachbarte Ilmthüringische wird als eine sehr frühe Form des Thüringischen angesehen. Das zentralthüringische Dialektgebiet entspricht der historischen Pfalzgrafschaft Sachsen, dem Kerngebiet der Landgrafschaft Thüringen, der Grafschaft Kevernburg bzw. der westlichen Oberherrschaft der Grafschaft Schwarzburg, der Grafschaft Gleichen und der kurmainzischen Stadt Erfurt. Im Längwitzgau reicht das Zentralthüringische bis in die Nordhänge des Thüringer Waldes.